# Districte de Bangalore
El districte de Bangalore (kannada: ಬೆಂಗಳೂರು) fou un districte de l'Índia, avui dia format per dos districtes:
- Districte de Bangalore Urbà amb la ciutat de Bangalore i els seus suburbis.
- Districte de Bangalore Rural

La divisió es va produir el 15 d'agost de 1986. Anteriorment el districte mesurava (1901) 8.008 km² i estava format per la vall del Arkavati, amb el riu Cauvery cap al sud, el Ponnaiyar a l'est, i el Shishma a l'oest; les muntanyes principals eren el pic Sivaganga (1413 metres) i el Savandurga (1247 metres). La població sota domini britànic era:
- 1871, 842.233
- 1881, 679.664 (5504 viles i pobles)
- 1891, 802.994
- 1901, 879.263

Estava dividit en nou tahsils o talukes dividits en tres grups:
Grup de Bangalore:
- Bangalore
- Hoskote
- Anekal

Grup de Nelamangala
- Nelamangala
- Dod-Ballapur
- Devanhalli

Grup de Closepet
- Magarli
- Kankanhalli
- Channapatna

La taluka de Bangalore mesurava 899 km² i tenia una població el 1891 de 269.683 i el 1901 de 
264.049 habitants, sent la capital Bangalore amb 159.046 habitants i amb les viles (unions) de Yelahanka i Kengeri, i 367 pobles
Hi havia tretze municipis al districte: 
- Bangalore, Hoskote, Dod-Ballapur, Nelamangala, Tyamagondal, Kankanhalli, Magadi, Closepet, Channapatna, Anekal, Sarjapur, Devanhalli, i Vadigenhalli.

I quatre unions: 
- Yelahanka, Kengeri, Sulibele, i Dommasandra.

## Història
S'han fet exploracions a Jala i Savandurga, i s'han trobat objectes de poteria i monedes romanes a Yesvantpur (denaris dels emperadors August i Claudi). Al museu de Bangalore hi ha una pedra gravada del segle ix trobada a Begur, amb una elaborada escultura d'una escena bèl·lica.
Kankanhalli ha estat generalment identificada amb la Konkanapura del peregrí xinès Xuan Zang, que va viatjar per la zona al segle VII. Hi ha diverses llegendes sobre les ruïnes de Nandagudi i Malu.
La primera dinastia històrica és la dels Ganga occidentals; almenys dues branques van governar la regió amb seu a Malru o a Muganda-patna. Els reis Bhuvikrama (654-79) i Shivamara (679-726) foren els més destacats. Fins vers el 1004 el districte fou part del regne de Gangavadi. Al segle VII la residència reial era a Mankunda (a la taluka Channapatna d'aquest districte) i al segle viii era Manyapura (Manne, a la taluka Nelamangala). A la part oriental hi ha restes dels Pallava i al nord dels Rashtrakutes. El 1004 fou dominat pels Chola; el 1070 va passar als Chalukya Cola fins al 1116, i van anomenar la regió com Vikramachola-mandala.
Van seguir els Hoysala fins al 1336 quan es va establir el regne de Vijayanagar. A començament del segle XV els anomenats Morasu Wokkaligas que eren grups de parla telugu emigrants, van formar a l'orient de la regió alguns estats que foren tributaris de Vijayanagar i els que van quedar dins el districte foren Yelahanka, Devanhalli, i Dod-Ballapur. Hoskote pertanyé a un cap del grup, però estava en el districte de Kolar. Un sobirà dels Yelahanka, Kempe Gauda o Kempe Gowda, va fundar la ciutat de Bangalore el 1537 anomenada "Gandubhūmi" o "Terra d'herois", i el seu fill va adquirir Magadi i Savandurga. Mentre, sota el nom de Sivasamudram, bona part del districte va quedar sota autoritat del cap d'Ummattur (a Mysore) fins que fou dominat per Vijayanagar després del 1510 i la ciutat de Bangalore fou anomenada Devarāyanagara" i "Kalyānapura" ("Ciutats dels bons auspicis").
A l'enfonsament de Vijayanagar el 1565 el senyor de Baramahal (districte de Salem), Jagadeva Raya, va rebutjar als musulmans i va rebre territoris a Mysore fixant la seva capital a Channapatna. El 1610 la casa d'Udayar de Mysore va obtenir Seringapatam, i el 1654 el raja gauda de Magadi li va pagar tribut. El 1644 el districte va passar sota sobirania de Bijapur quan el general Ranadulla Khan va derrotar el rei Kempe Gowda III, i el territori fou donat com a jagir, amb altres territoris veïns, a Shahji, pare del maratha Shivaji. A la mort de Shahji el van succeir els seus fill Shivaji i Venkoji o Ekoji; aquest darrer va rebre les terres del Carnàtic i es va apoderar del principat de Tanjore que li va disputar per un temps el seu germà que finalment el va reconèixer. El 1687 el mogols dirigits pel general Kasim Khan, van atacar el país en la part nord, van derrotar a Ekoji o Venkoji de Tanjore (el fill de Shahji i germà de Shivaji), i van formar el districte de Sira (al posterior districte de Tumkur); al mateix temps (1687) Bangalore que pertanyia a Venkaji fou venuda per 30.000 lliures o tres lakhs de rupies al raja de Mysore Chikkadevaraja Wodeyar; Kasim Khan va interrompre l'operació i va ocupar la fortalesa durant uns dies però finalment va accedir a entregar-la a Mysore en els mateixos termes que s'havien pactat amb Venkoji (juliol). El districte no fou dominat per Mysore totalment fins anys després; la línia gauda de Magadi encara conservava la fortalesa de Savandrug, i una altra gauda governava a Devanhalli; el 1728 Magadi i Savandrug foren conquerides i Devanhalli va caure el 1749. Els rages de Mysore ja dominaven tot el districte excepte Hoskote i Dod-Ballapur, que van adquirir al cap de no gaire temps. Al setge de Devanhalli es va distingir un militar, Haidar Ali i allí també va néixer el seu fill Tipu Sultan. Per diversos serveis militars Haidar Ali va rebre el govern del districte de Bangalore el 1758.
A la mort de Krishnaraja Wodeyar II el 1759, Haidar Ali, que era comandant en cap de l'exèrcit de Mysore, va assolir (usurpar) el poder; després va passar al seu fill Tipu Sultan el "tigre de Mysore"; Bangalore fou conquerida pels britànics el 1791 (Lord Cornwallis); altres fortaleses van ser ocupades i la que més resistència va oferir fou Savandrug que fou bombardejada cinc dies. Tipu va lluitar contra els anglesos fins que fou finalment derrotat i mort (1799) al setge i conquesta de Seringapatam. El tractat de Seringapatam (1799) va retornar el districte de Bangalore al nou sobirà de Mysore (un menor d'edat) de la dinastia Udayar, i els anglesos van retenir només l'aquarterament; la residència de Mysore (un resident al costat del raja) fou establerta el 1799 i es va traslladar a Bangalore el 1804, però fou abolida el 1843. La capital de Mysore va passar de Mysore a Bangalore el 1831. Els britànics també van establir una administració pròpia a Bangalore (per la poca salubritat de Seringapatam). Sota el govern del raja es va establir el fawjdari de Bangalore dividit en els districtes de Bangalore i de Kolar; el fawjdari va ser reanomenat aviat divisió de Bangalore i va existir fins a la formació de la divisió de Nandidrug (Nundydroog) el 1863 quan el nom de Bangalore va quedar limitat al districte.
El 1881 quan es van concedir plens poders al raja de Mysore al complir els 18 anys, es va crear altra vegada la residència de Mysore, que va existir durant la sobirania britànica fins al 1947. Un palau es va construir a Bangalore el 1887. Una pesta bubònica va assolar la regió el 1898 i va provocar milers de morts. El 1906 l'electricitat es va establir per primer cop a l'Índia a la ciutat de Bangalore.
El 1947 l'antic principat de Mysore va formar l'estat de Mysore governat pel raja amb títol de Rajapramukh, i el 1960 va esdevenir l'estat de Karnataka. El creixement de Bangalore els anys vuitanta (que va seguir als anys noranta) va provocar la divisió del districte en dos el 15 d'agost de 1986.